# Artur Adson
Artur Adson (n. 3 februarie 1889, Derpt, Gubernia Livonia, Imperiul Rus – d. 5 ianuarie 1977, Stockholm, Suedia) a fost un poet, scriitor și critic de teatru eston.

## Primii ani
Artur Adson (născut Karl Arthur Adson) s-a născut la Tartu și a urmat școala la Tartu, Sänna și Võru.  Între 1925-1926, a studiat literatura de specialitate la Universitatea din Tartu. Artur Adson a fost un  jurnalist și critic de teatru în Estonia și Rusia. El s-a întâlnit cu viitoarea sa soție Marie Under în 1913 cu care s-a căsătorit în 1927. 

## Carieră literară
Din 1917, Artur Adson a fost membru al mișcării literare Siuru, care a exercitat o mare influență asupra literaturii estone. Mai târziu, Adson a fost, de asemenea, activ în mișcarea Tarapita. În plus, Adson a fost unul dintre cei mai buni poeți de limba võro din sudul Estoniei. Fiind un critic teatral și literar adesea conservator, a exercitat o anume influență asupra scenei culturale a Republicii Estonia. 

## Exil
Odată cu ocupația sovietică a Estoniei, Artur Adson și soția sa au fugit în exil în Suedia. Acolo, el a găsit o slujbă ca arhivar. Ambii au continuat să se intereseze de literatura estonă. Adson a murit la Stockholm, la vârsta de 87 de ani. Atât Adson cât și soția sa Marie Under sunt îngropați în cimitirul Skogskyrkogården din Stockholm. 

## Poezie
Artur Adson a publicat volumele de poezii „Henge palango” (în 1917), „Vana Laterna” (în 1919), „Roosikrants” (în 1920), „Kaduvik” (în 1927), „Katai, kibuvits Nink Kivi” (în 1928), „Pärlijõgi” (în 1931), „Lehekülg ajaraamatust” (în 1937) și „Rahumäe kannel” (în 1973). 

## Teatru
A publicat piese de teatru ca Läheb mööda (în 1923), Toomapäev (în 1928), Neli Kuningat (în 1931), Lauluisa da Kirjaneiți (în 1930) sau Iluduskuninganna (în 1932).